# Plectorhinchus chubbi
Plectorhinchus chubbi es una especie de peces de la familia Haemulidae en el orden de los Perciformes.

## Morfología
• Los machos pueden llegar alcanzar los 75 cm de longitud total.

## Distribución geográfica
Se encuentra desde Somalia, Kenia y India hasta Port Alfred (Sudáfrica). También en Indonesia.